# Gerhard Dieter Nothacker
Gerhard Dieter Nothacker (* 1953 in Stuttgart) ist ein deutscher Rechtswissenschaftler und Soziologe.

## Leben
Nothacker legte die Reifeprüfung (Abitur) 1972 am Georgii-Gymnasium in Esslingen am Neckar ab. Von 1972 bis 1976 studierte er Rechtswissenschaften, Philosophie und Germanistik an der Freien Universität Berlin sowie Kriminologie und Sprachwissenschaften an der Université de Caen in Frankreich. Nach seinem 1. Juristischen Staatsexamen war er neben dem Rechtsreferendariat am Kammergericht Berlin als Wissenschaftlicher Assistent am Lehrstuhl für Kriminologie, Jugendstrafrecht und Strafvollzug im Fachbereich Rechtswissenschaften der Freien Universität Berlin tätig. Nach der 2. (Großen) Juristischen Staatsprüfung 1980 setzte er diese Tätigkeit als Wissenschaftlicher Mitarbeiter fort und promovierte 1984 mit dem Thema „Erziehungsvorrang und Gesetzesauslegung  im Jugendgerichtsgesetz. Eine systematisch-methodologische Analyse jugendstrafrechtlicher Rechtsanwendungsprinzipien“.  Sein 1980 aufgenommenes Studium der Soziologie an der Freien Universität Berlin schloss er 1986 mit dem Diplom ab.
Ab 1985 war er als Rechtsanwalt und ab 1986 zunächst als Regierungsrat z. A. im Rechtsamt des Bezirks Kreuzberg von Berlin sowie von 1987 an als Referent der Amtsleitung in der Senatsverwaltung für Jugend und Familie in Berlin tätig. Von 1989 bis 1990 wirkte er dort in der Familienabteilung als Referent für Rechtsfragen der Familienpolitik an der Vorbereitung der Deutschen Wiedervereinigung mit. Er organisierte etwa im Reichstagsgebäude die erste Tagung der Familienpolitikreferenten der Bundesländer mit den Expertinnen des Familienrechts und der Familienpolitik an der Humboldt-Universität und im Sozialministerium der DDR. Juristinnen und Juristen der DDR bildete er im Familiensozialrecht der Bundesrepublik Deutschland fort. Von 1990 bis 1992 war Nothacker zuletzt als Magistratsdirektor Leiter der Abteilung Jugend und Sport im Bezirksamt Charlottenburg von Berlin (zuständig damit auch für die „Kinder vom Bahnhof Zoo“) und am Aufbau des Jugendamts im Bezirk Köpenick von Berlin beteiligt. 1992 folgte er einem Ruf als Professor für Familien- und Jugendrecht an die Evangelische (Fach-)Hochschule in Freiburg im Breisgau. Von 1993 bis 2019 unterrichtete Nothacker als Professor Recht für Sozialberufe am Fachbereich Sozialwesen (seit 2016: Fachbereich Sozial- und Bildungswissenschaften) der Fachhochschule Potsdam und war von 1996 bis 2014 Lehrbeauftragter für Recht am Institut für Rehabilitationswissenschaften der Humboldt-Universität.
Er ist weiterhin als Fachautor, Experte und Moderator auf Fachveranstaltungen zu Themen um Kriminalität, Jugendhilfe, Sozialleistungen und Ehrenamt sowie als Sachverständiger  für Rechtsfragen und Strukturreformen tätig.

## Wirken
In der Rechtsmethodologie ist mit seinem Namen das allgemeine Auslegungsprinzip der „teleologischen Perseveranz der Spezialität“ verbunden; es besagt, dass der durch spezielle Vorschriften gekennzeichnete Zweck einer Gesetzesmaterie (z. B. des Jugendstrafrechts)  bei  Anwendung eines nachrangigen allgemeinen Rechtssatzes (etwa aus der Strafprozessordnung) fortzuwirken hat. Zudem hat Nothacker für die Rechtsanwendung das jugendstrafrechtliche Auslegungsprinzip „Verbot der Schlechterstellung Jugendlicher und Heranwachsender gegenüber Erwachsenen in vergleichbarer Verfahrenslage“ entwickelt.
In seiner sozialwissenschaftlichen Forschung hat er etwa die erste Studie nach der Deutschen Wiedervereinigung über die soziale Situation Haftentlassener in den damals neuen Bundesländern vorgelegt, das in den USA entstandene „Family Peacemaker Program“ zur Vermeidung innerfamiliärer Gewalt in Deutschland interkulturell transferiert und Strukturen der Jugendhilfe und der Sozialarbeit im Strafvollzug evaluiert und beeinflusst.

## Werke (Auswahl)
- Das Absehen von der Verfolgung im Jugendstrafverfahren (§ 45 JGG) – Überlegungen zu Anwendungsproblemen und Anregungen für eine Neugestaltung. In: Juristenzeitung. Nr. 2, 1982, ISSN 0022-6882, S. 57–64.
- „Erziehungsvorrang“ und Gesetzesauslegung im Jugendgerichtsgesetz – Eine systematisch-methodologische Analyse jugendstrafrechtlicher Rechtsanwendungsprinzipien. Duncker & Humblot, Berlin 1985, ISBN 3-428-05877-1.
- Das sozialisationstheoretische Konzept des Jugendkriminalrechts der Bundesrepublik Deutschland – Ein integrierter jugend-, kriminal- und rechtssoziologischer Beitrag zur Jugenddiskussion. Lang, Frankfurt a. M., Bern, New York 1986, ISBN 3-8204-9290-9.
- Erziehungsurlaub von bereits nach § 79 a BBG (§ 48 a BRRG) beurlaubten Beamtinnen und Beamten. In: Zeitschrift für Beamtenrecht. Nr. 11, 1989, ISSN 0514-2571, S. 336–338.
- Zur Neuregelung des Insolvenzrechts für Privatpersonen – Hintergrund, Inhalt, Kritik und Folgerungen für die Schuldnerberatung. In: Nachrichtendienst des Deutschen Vereins für öffentliche und private Fürsorge. Nr. 6, 1993, ISSN 0012-1185, S. 210–217 (auszugsweiser Vorabdruck in: Infodienst Schuldnerberatung  Nr. 1/1993, S. 20–31, hrsg. von den Diakonischen Werken der evangelischen Kirche in Baden und in Württemberg und der Zentralen Schuldnerberatungsstelle Stuttgart).
- Konzeption präventiver Jugendhilfe für einen neuen Stadtteil. In: Jugendwohl. Nr. 5, 1994, ISSN 0561-287X, S. 212–220 (Zweitabdruck in: Konrad Maier [Hrsg.], Der Beitrag der Sozialarbeit zum Aufbau neuer Stadtteile [Forschungs- und Projektbericht 9/95], Freiburg i. Br. [Kontaktstelle für praxisorientierte  Forschung e. V.] 1995 [ ISBN 3-925699-37-6], S. 109–118).
- Therapiebegriff und therapeutische Leistungen im Kinder- und Jugendhilferecht. In: Zeitschrift für Sozialhilfe und Sozialgesetzbuch. Nr. 5, 1996, ISSN 0724-4711, S. 225–233.
- Forschungs- und Projektbericht "Die soziale Situation Haftentlassener im Landgerichtsbezirk Potsdam". In: Arbeitsmaterialien des Fachbereichs Sozialwesen der Fachhochschule Potsdam Nr. 1. Potsdam 1996, ISBN 3-9805516-0-1 (zusammen mit André Sandner).
- Das "Familienfriedensstifterprogramm" zur Vermeidung von Gewalt in der Familie. In: Kon:sens. Zeitschrift für Mediation. Nr. 1, 1998, ISSN 1434-8160, S. 17–20.
- Wer oder was ist Familie? In: neue caritas. Nr. 9, 2001, ISSN 1438-7840, S. 13–19.
- Jugendstrafrecht – Fälle und Lösungen. 3. Auflage. Nomos Verlag, Baden-Baden 2001, ISBN 3-7890-7278-8.
- Regionalisierung der Jugendgerichtshilfe in Potsdam – eine Evaluationsstudie. Potsdam. In: Arbeitsmaterialien des Fachbereichs Sozialwesen der Fachhochschule Potsdam. Nr. 20, 2002, ISBN 3-935619-14-6 (zusammen mit K. Weiss).
- Beratungspraxis Sozialleistungen. Ein Handbuch für die Rechtsberatung von Kindern und Jugendlichen, Lebenspartnerschaften Erwachsener, allein Erziehenden und Schwangeren. Nomos Verlag, Baden-Baden 2002, ISBN 3-7890-8151-5.
- Handbuch Sozialrechtsberatung – HSRB. Nomos Verlag, Baden-Baden 2005, ISBN 3-8329-0916-8 (zusammen mit  A. Brühl, R. Kessler, J. Sauer, D. Schoch, H. Schellhorn, J. Winkler).
- Strafrecht und Soziale Praxis. Kohlhammer Verlag, Stuttgart 2005, ISBN 3-17-018540-3 (zusammen mit A. Brühl, W. Deichsel).
- Soziales Training mit Straffälligen – ein Projektbericht, Potsdam. In: Arbeitsmaterialien des Fachbereichs Sozialwesen der Fachhochschule Potsdam. Nr. 29, 2006, ISBN 3-935619-24-3 (zusammen mit S. Vogel).
- Psychotherapeutische Leistungen im Sozialrecht. In: Schriftenreihe der Psychotherapeutenkammer Berlin. Band 1. Eigenverlag der Psychotherapeutenkammer Berlin, 2009, ISSN 1867-3961.
- Unfallversicherung und Haftung im Ehrenamt und im bürgerschaftlichen sozialen Engagement. Juristische Bestandsaufnahme und rechtspolitische Perspektiven. 1. Auflage. Nomos Verlag, Baden-Baden 2013, ISBN 978-3-8487-0760-7.
- §§ 35a, 36, 37 SGB VIII (Neubearbeitung). In: R. J. Wabnitz (Hrsg.): Kinder- und Jugendhilferecht. Gemeinschaftskommentar zum SGB VIII. Luchterhand/Wolters und Kluwer-Verlag, Köln 2018, ISBN 978-3-472-03165-9.